# باطل (إسلام)
باطل هي كلمة عربية، تُستخدَم لوصف فعل أو عقد باطل وفقًا للشريعة.
في قانون العقود، عكس الباطل هو الصحيح. يمكن تمييز الباطل عن الفاسد، في أن العقد الفاسد قد يكتمل، في حين أن عقد الباطل لن يكتمل.
وللبطلان نوعان: بطلان مطلق وبطلان نسبي .